# غاكو سوغاموتو
غاكو سوغاموتو (باليابانية: 菅本 岳) (10 سبتمبر 1994 في كاناغاوا في اليابان – )؛ هو لاعب كرة قدم كان يلعب كلاعب وسط.

## وصلات خارجية
- غاكو سوغاموتو على موقع رابطة كرة القدم اليابانية للمحترفين (اليابانية)
- غاكو سوغاموتو على موقع Soccerway.com (الإنجليزية)